# Hamburger Volksbühne

Logo von inkultur – Hamburger Volksbühne e. V.

Die Hamburger Volksbühne e. V. ist die größte Besucherorganisation auf Vereinsbasis in Deutschland.
Sie wurde am 4. Januar 1919 als Verein gegründet, um Theaterbesuche für alle Volksschichten möglich zu machen. Im Jahr 2019 hat der Verein über 23.000 Mitglieder.
Nach dem Motto „Ein Abo, alle Theater“ verkauft die Hamburger Volksbühne unter der Marke inkultur verschiedene Abo-Varianten für Programme aus Vorstellungen aller Hamburger Theater.

## Ursprung
Der Ursprung der Volksbühnen-Idee lag in Berlin im ausgehenden 19. Jahrhundert. Im Jahre 1890 wurde dort die Freie Volksbühne mit dem Ziel gegründet, überwiegend Arbeitern Theaterbesuche zu ermöglichen und das bis dahin vom Bürgertum gehaltene Bildungsmonopol zu durchbrechen. Es folgten turbulente Jahre der inhaltlichen und politischen Auseinandersetzung. Intendanten drohten mit Schließung ihrer Häuser, 1899 stellte der Verein zunächst seine Arbeit ein. Die Zentralkommission für das Bildungswesen von Hamburg-Altona führte die kulturpolitische Arbeit fort. Nach dem Ersten Weltkrieg, am 4. Januar 1919, wurde der Vorstand der neu gegründeten Hamburger Volksbühne in das Vereinsregister eingetragen. Die Kriegsjahre enthebelten zwar die Arbeit, aber der Bedarf nach Kultur war zu dieser Zeit beachtlich. Im Dezember 1945 hatte die Hamburger Volksbühne bereits wieder 3.000 Mitglieder. 1946 zählte die Hamburger Volksbühne 15.000 Mitglieder. Der kulturelle Hunger indessen ist ungebrochen; in der Spielzeit 1947/48 waren bereits 36.300 Hamburger Mitglieder in der Hamburger Volksbühne. Einen dramatischen Einbruch brachte die Währungsreform mit sich; einen vergleichbaren Schwund mussten alle Theater hinnehmen.

## Aufbruch
Den Wiederaufbau und das Wirtschaftswunder spürte auch die Hamburger Volksbühne: 1956 musste kurzfristig ein Aufnahmestopp verfügt werden. Die Kapazitäten der Hamburger Theater waren neben ihren eigenen Abonnenten und dem freien Verkauf mit 40.000 Volksbühnenmitgliedern erschöpft. 1957 wieder aufgehoben, wuchs die Mitgliederzahl im Laufe der Spielzeit 1957/58 auf 50.000 an. In Berlin wurde indes erste Kritik laut: Friedrich Luft, eine Institution als Theaterkritiker, bezeichnete die Volksbühne als „Beschickungsmaschine“. „Die Welt“ warf der Volksbühne vor, sie wolle Einfluss nehmen oder Vorschriften machen in Sachen Spielplan und Stückangebot. Die Hamburger Volksbühne zeigte 1965 Flagge und unterstützte finanziell das damalige Junge Theater, heute Ernst Deutsch Theater, indem sie die Erstaufführung des Stückes Die Verfolgung und Entführung des Jean Paul Marats von Peter Weiss ermöglichte. Mit ihrem Engagement ermöglichte sie die Auseinandersetzung mit einem Zeitstück, das die Restauration der Adenauerzeit mit einer Vorahnung auf die Studentenrevolte von 1968 verband.
Mitte der 1970er Jahre wurde das Angebot um Theater-, Studien- und Kulturreisen erweitert. Theaterbusse brachten die Mitglieder aus den Hamburger Außenbezirken zu den Vorstellungen. Theaterreisen führten rund um den Globus und gehörten ebenso zum Angebot wie Kammer- und Sinfoniekonzerte.

## Ab 1990
Wirtschaftlich schwierige Rahmenbedingungen der 1990er Jahre wirkten sich auch auf die Hamburger Volksbühne aus. Die Mitgliederzahlen waren rückläufig. Die Staatskassen waren leer. Dies bekam auch die Kultur zu spüren. Gleichwohl konnte die Hamburger Volksbühne ihre Mitgliedsbeiträge stabil halten.

## Gegenwart

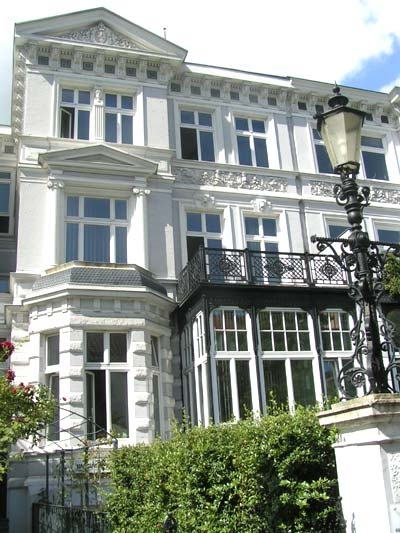
Geschäftsstelle von inkultur – Hamburger Volksbühne e. V. im Graumannsweg 31

Die Hamburger Volksbühne feierte 2019 ihren 100. Geburtstag. Zum 100-jährigen Jubiläum erschien eine Chronik 1919–2019.
Die Hamburger Volksbühne bietet unter der Marke inkultur verschiedene Abo-Varianten an.
Für Mitglieder, die sich nach eigenen Wünschen ein Kulturprogramm zusammenstellen möchten, gibt es das Wahl-Abo und den inkultur-Pass.
Beim Wahl-Abo wählen die Mitglieder die Aufführungen selber aus. Die Termine werden auf der Internetseite und im Magazin inkultur, das Mitglieder monatlich bekommen, bekannt gegeben. Die Mitglieder sind nicht an Theater oder Besuchsrhythmus gebunden.
Beim inkultur-Pass erhalten die Mitglieder Pass-Coupons, die gegen Eintrittskarten bei den Hamburger Theatern eingetauscht werden. Die Bestellung erfolgt direkt bei den Theatern.
Für Mitglieder, die im Voraus wissen möchten, was sie wann und wo sehen, gibt es Festtermin-Abonnements mit verschiedenen Themenschwerpunkten, wie Bunt gemischt, Heiter und so weiter, Nach Noten, Nachmittags, Wochentage usw. Zum Beginn der Theatersaison werden die Festtermin-Abos auf der Internetseite sowie in gedruckter Übersicht veröffentlicht.
Eine weitere Abo-Variante ist für Mitglieder, die sich überraschen lassen möchten. Bei den so genannten Aufruf-Abos plant die Hamburger Volksbühne das Kulturprogramm für die Mitglieder und informiert vier bis sechs Wochen vor einer Vorstellung über den Termin und die Aufführung. Wenn ein Termin aus Zeitgründen nicht wahrnehmbar ist, kann auf einen anderen getauscht werden.

### Verein
Die Hamburger Volksbühne ist ein gemeinnütziger eingetragener Verein, bei dem natürliche Personen, aber auch Korporationen Mitglied werden können. Der Verein wird von einem ehrenamtlichen Vorstand geführt und beschäftigt einen hauptamtlichen Geschäftsführer. Der Vorstand besteht aus fünf Personen. Vorsitzender des Vorstands ist seit November 2020 Fredrik Schwenk.
Die Mitglieder des Vorstands werden von der Vertreterversammlung bestimmt. Die Vertreter werden von den Mitgliedern für eine Periode von vier Jahren gewählt.

## Preis-Verleihungen

### Silberne Maske

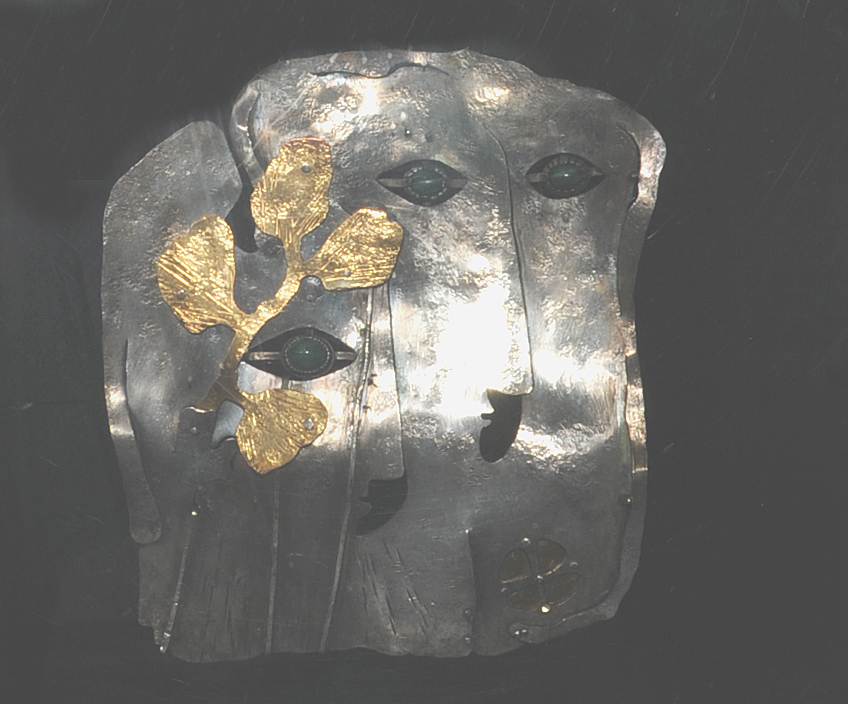
Die „Silberne Maske“

Im März 1969 stiftete die Hamburger Volksbühne den Ehrenpreis Silberne Maske. Sie beabsichtigt damit, besondere künstlerische Leistungen der Bühnenkunst auszuzeichnen und die enge Verbundenheit ihrer Mitglieder mit den Hamburger Theatern zum Ausdruck zu bringen. Bis zum Jahr 1973 wird die Silberne Maske nach jeder Spielzeit zweimal verliehen und zwar:
- durch die Mitglieder nach freier Wahl, die dadurch die darstellerische Leistung einer Schauspielerin/Sängerin oder eines Schauspielers/Sängers würdigen. Die einmal gewählte Person kann innerhalb der nächsten fünf Jahre nicht wiedergewählt werden.
- durch eine Jury, die vor Beginn einer Spielzeit nach eigenem Ermessen die Kunstgattung oder den Personenkreis festlegt, an die bzw. an den der Ehrenpreis vergeben soll.

Ab der Spielzeit 1973/1974 wechselt die Vergabe von Mitglieder oder Jury jährlich.
Die Silberne Maske wurde 1992 letztmals verliehen.

### Preisträger der Silbernen Maske, verliehen durch die Mitglieder der Hamburger Volksbühne
| Für besondere darstellerische Leistungen | Spielzeit |
| ---------------------------------------- | --------- |
| Ida Ehre                                 | 1969/70   |
| Friedrich Schütter                       | 1970/71   |
| Hans Fitze                               | 1971/72   |
| Boy Gobert                               | 1972/73   |
| Will Quadflieg                           | 1973/74   |
| Nicole Heesters                          | 1975/76   |
| Uwe Friedrichsen                         | 1977/78   |
| Manfred Steffen                          | 1979/80   |
| Heidi Kabel                              | 1981/82   |
| Werner Hinz                              | 1983/84   |
| Karl Paryla                              | 1985/86   |
| Gerda Gmelin                             | 1987/88   |
| Gamal Gouda                              | 1989/90   |

### Preisträger der Silbernen Maske, verliehen durch die Jury
| Für herausragende Inszenierungen                                                                           | Spielzeit |
| --- | --------- |
| William Shakespeare / Friedrich Dürrenmatt: König Johann – Thalia Theater                                  | 1969/70   |
| Aristophanes: Lysistrata – Deutsches Schauspielhaus                                                        | 1970/71   |
| Storey: Home – Malersaal                                                                                   | 1971/72   |
| Arthur Miller: Alle meine Söhne – Altonaer Theater                                                         | 1972/73   |
| Gustav Mahler: 3. Sinfonie – Staatsoper Hamburg (John Neumeier)                                            | 1974/75   |
| Bernd Alois Zimmermann / Jakob Michael Reinhold Lenz: Die Soldaten – Staatsoper Hamburg                    | 1976/77   |
| Kasimier Kutz: Die denkwürdige Aufführung des Hamlet in Unterschlammdorf – Theater in der Kunsthalle (tik) | 1978/79   |
| Arnolt Bronnen: Vatermord – Theater im Zimmer                                                              | 1980/81   |
| Peter Shaffer: Amadeus – Thalia Theater                                                                    | 1982/83   |
| Georg Friedrich Händel: Balsazar – Staatsoper Hamburg                                                      | 1984/85   |
| Carl Zuckmayer: Der fröhliche Weinberg – Ernst Deutsch Theater                                             | 1986/87   |
| Hector Berlioz: Fausts Verdammnis – Staatsoper Hamburg                                                     | 1988/89   |
| Für Verdienste auf kulturellem und pädagogischem Gebiet                                                    |           |
| Theater für Kinder                                                                                         | 1990/91   |
| Ohnsorg-Theater                                                                                            | 1991/92   |